# Trypanosoma equinum
Trypanosoma equinum  é uma espécie do gênero  Trypanosoma que é conhecido por causar o Mal de Caderas. 
O vetor são as moscas da família dos tabanídeos, que transmite a doença para camelos, cavalos e veados.